# Makah
Cet article concerne la langue makah. Pour le peuple makah, voir Makahs.
Le makah (qʷi·qʷi·diččaq en makah) est une langue wakashane du Sud, parlée dans le Nord de l'État de Washington aux États-Unis, le long du détroit de Juan de Fuca.
La langue est éteinte depuis 2002.

## Morphologie

### Numéraux
Les numéraux du makah:
| Makah      |  | traduction |
| cʾakwaːʔak |  | un         |
| ʔaʎ        |  | deux       |
| wiː        |  | trois      |
| buː        |  | quatre     |
| šučʾ       |  | cinq       |
| čʾiːχpaːɫ  |  | six        |
| ʔaʎpu      |  | sept       |
| ʔaʎasub    |  | huit       |
| cʾakwaːsub |  | neuf       |
| ʎaχw       |  | dix        |
| caqiːc     |  | vingt      |
| qaxwuːkw   |  | trente     |